# Partidul Liberal Democrat din Transnistria
Partidul Liberal Democrat din Transnistria (în rusă Либерально-демократическая партия Республики Приднестровье) este un partid politic populist și pro-rus din Transnistria.